# 운동선수 2세
운동선수 2세는 부모의 뒤를 이어 스포츠를 하는 선수들을 가리키는 단어이다. 
운동선수 2세는 자신의 구모의 대를 이어 스포츠를 하는 선수인만큼 신인으로 등장할 때부터 세간의 주목을 받는 경우가 많다. 
운동선수 2세는 자신의 부모가 가진 운동성능을 그대로 이어받아 스포츠에서 활약하는 선수들이 된다. 운동선수 2세의 경우 부모와 같은 스포츠 종목에서 뛰는 경우들도 있지만 반대로 부모와 다른 운동종목에서 활약하는 경우도 있다.

## 같이 보기
- 스포츠
- 운동 선수